# Slåttatjärnen, Lappland
Slåttatjärnen är en sjö i Sorsele kommun i Lappland och ingår i Umeälvens huvudavrinningsområde.